# Sung Hi Lee
Sung Hi Lee (koreanisch 이승희; * 1. April 1970 in Seoul) ist eine US-amerikanische Schauspielerin und Aktmodell.

## Werdegang
Lees Familie wanderte 1978 in die USA aus. Dort besuchte sie für drei Jahre die Ohio State University. 1993 war Lee erstmals im amerikanischen Playboy zu sehen. Bis 1998 folgten 11 weitere Auftritte in dem Magazin, jedoch nie als Playmate. Nachdem sie kleinere Rollen in verschiedenen Fernsehserien und Filmen hatte, bekam Lee einen größeren Part in Die Kunst des Sterbens. Darin spielte sie an der Seite von Joanna Pacuła und Joe Mantegna. 2000 war Lee in Nurse Betty sowie 2003 in This Girl’s Life zu sehen. Ein Jahr später spielte Lee in der Komödie The Girl Next Door mit. 2007 war sie in Art of War 2 und Richard III sowie in Lost zu sehen.

## Filmografie (Auswahl)
- 1998: Die Kunst des Sterbens (Error in Judgment)
- 2000: Chain of Command – Helden sterben nie (Chain of Command)
- 2000: Nurse Betty
- 2002: Birds of Prey (Fernsehserie, Folge 1x08  Lady Shiva)
- 2002: King of Queens (Fernsehserie, Folge 5x03 Himmel und Hölle)
- 2003: This Girl’s Life
- 2003: Schöne Bescherung 2 – Eddie geht baden (Christmas Vacation 2: Cousin Eddie’s Island Adventure)
- 2004: The Girl Next Door
- 2007: Richard III
- 2007: Lost (Fernsehserie, Folge 3x10 Tricia Tanaka ist tot)
- 2009: Crossing Over
- 2009: The Art of War III: Die Vergeltung (The Art of War III: Retribution)